# Xenocrasis politipennis
Xenocrasis politipennis là một loài bọ cánh cứng trong họ Cerambycidae.